# Mecatepec (Tabasco)
Mecatepec es una localidad del municipio de Huimanguillo ubicado en la subregión de la Chontalpa del estado mexicano de Tabasco.

## Geografía
La localidad de Mecatepec se sitúa en las coordenadas geográficas 17°53′27″N 93°31′29″O / 17.890833, -93.524722, a una elevación de 23 metros sobre el nivel del mar.

## Demografía
Según el Conteo de Población y Vivienda 2020, efectuado por el Instituto Nacional de Estadística y Geografía, la localidad de Mecatepec tiene 2,314 habitantes, de los cuales 1,150 son del sexo masculino y 1,164 del sexo femenino. Su tasa de fecundidad es de 2.64 hijos por mujer y tiene 563 viviendas particulares habitadas.
| Gráfica de evolución demográfica de Mecatepec entre 1900 y 2020 |
|                                                                 |
| INEGI.                                                          |